# 4696 Арпіні
4696 Арпіні (1985 TP, 1980 RR2, 1989 NJ1, 4696 Arpigny) — астероїд головного поясу, відкритий 15 жовтня 1985 року.
Тіссеранів параметр щодо Юпітера — 3,301.